# Jon Hamm
Jonathan Daniel Hamm, detto Jon (Saint Louis, 10 marzo 1971), è un attore e produttore cinematografico statunitense, noto soprattutto per il personaggio di Don Draper, interpretato nella serie televisiva Mad Men, che gli è valso due Golden Globe per il miglior attore in una serie drammatica, nel 2008 e nel 2016, e un Premio Emmy, nel 2015.
L'attore è riconosciuto a livello internazionale come un sex symbol. Nel 2007 è stato indicato da Salon.com l'uomo più sexy vivente e, nel 2008, è stato classificato dalla rivista People come uno degli uomini più sexy viventi.

## Biografia
Jon Hamm nasce a Saint Louis, Missouri, figlio di Deborah, una segretaria, e Daniel Hamm, che gestiva un'azienda di autotrasporti della famiglia da decenni. I genitori di Hamm divorziano quando John ha due anni, in conseguenza del divorzio va a vivere con la madre a Creve Coeur, in Missouri, fino a quando alla donna non viene diagnosticato un cancro al colon in fase terminale, quando Hamm ha 10 anni. Dopo la morte della madre, va a vivere con il padre, ma, quando Hamm è poco più che ventenne, anche il padre si ammala e muore. Insegnanti e amici dei genitori sopperiscono alla mancanza delle figure genitoriali.

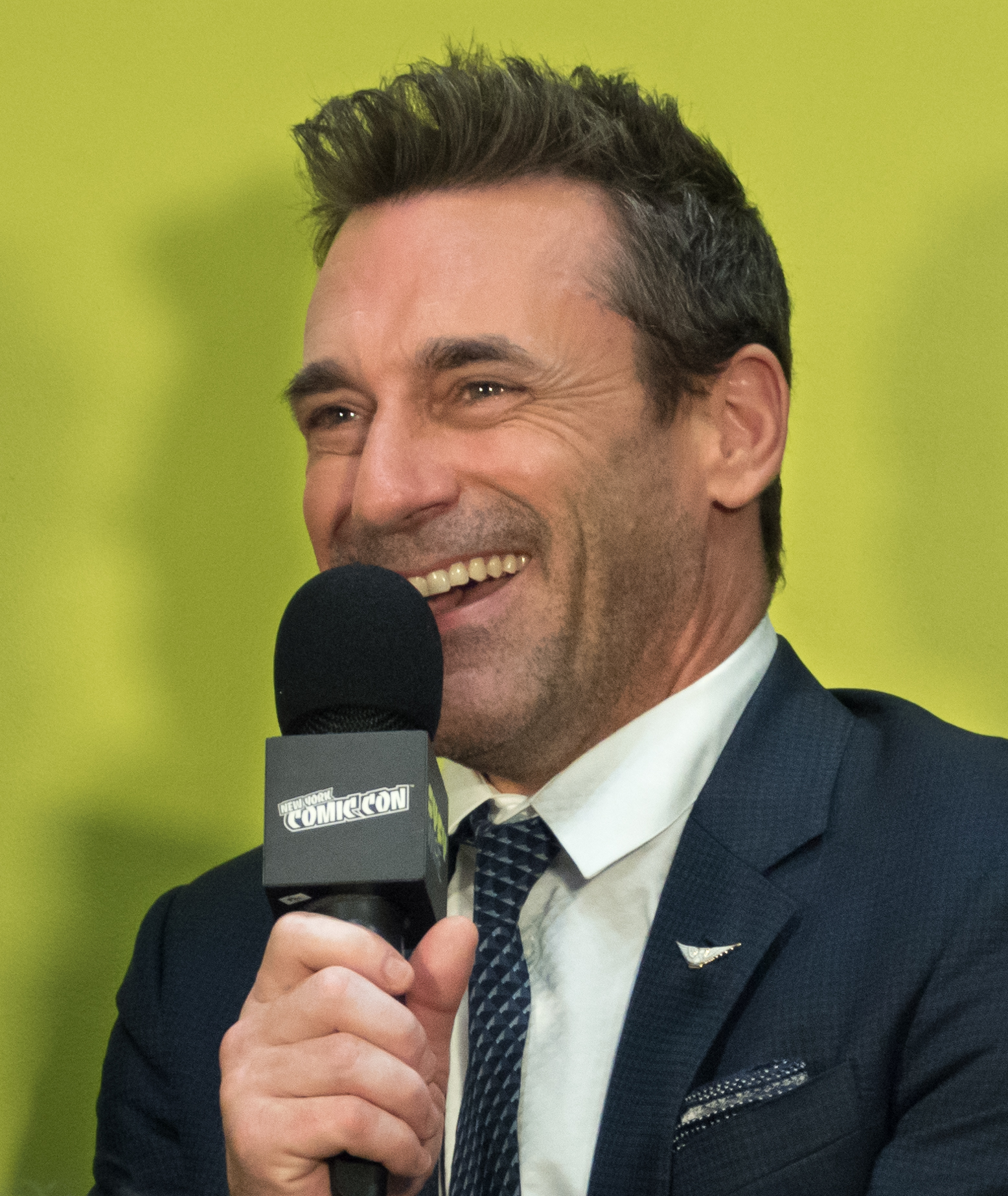
Jon Hamm al New York Comic Con 2018

Hamm prosegue gli studi presso la John Burroughs School di Ladue, Missouri, dove è membro della squadra di football, baseball e nuoto. Dopo il diploma, conseguito nel 1989, Hamm si iscrive all'Università del Texas ad Austin, che abbandona durante il suo secondo anno, dopo la morte del padre. In seguito torna a casa per frequentare l'Università del Missouri. Durante questo periodo risponde a un annuncio di una compagnia teatrale in cerca di attori per una produzione di Sogno di una notte di mezza estate. Dopo la laurea, conseguita nel 1993 con un Bachelor of Arts in letteratura inglese, Hamm torna al suo liceo per insegnare recitazione agli alunni dell'ottavo anno, come gesto di riconoscenza per il sostegno che la scuola gli ha dato durante gli anni dell'adolescenza.
Nel 1992 Hamm si reca a Hollywood per far visita all'attore Paul Rudd, che conosce già da diversi anni, cosa che lo porta poi a trasferirsi definitivamente a Los Angeles nel 1995, solamente con la sua Toyota Corolla e poco più di 150 dollari. In questo periodo condivide una casa con altri quattro aspiranti attori e inizia a lavorare come cameriere mentre prende parte a diversi provini.
Inizialmente, Hamm incontra non poche difficoltà a trovare lavoro come attore, nonostante la rappresentanza da parte della William Morris Agency che, dopo tre anni di inattività e dal momento che l'attore non ottiene un qualsiasi ruolo di rilievo, decide di troncare la loro relazione. Hamm continua a lavorare come cameriere e brevemente come scenografo per un film pornografico soft-core. Dopo tutte queste delusioni lavorative, Hamm stabilisce il suo 30º compleanno come termine per riuscire a ottenere successo a Hollywood.
Nel 2000 ottiene finalmente il ruolo del romantico pompiere Burt Ridley sulla serie televisiva della NBC Providence. Il ruolo, previsto inizialmente per un solo episodio, viene prolungato a 18 episodi, permettendogli di ottenere sempre più visibilità. Nello stesso anno ottiene così il suo primo ruolo cinematografico, seppure in una parte minore, nel film Space Cowboys. Successivamente ottiene ruoli più consistenti, come quelli nella commedia indipendente Kissing Jessica Stein e nel film di guerra We Were Soldiers - Fino all'ultimo uomo. La sua carriera si rafforza ulteriormente quando interpreta il ruolo ricorrente dell'ispettore di polizia Nate Basso sulla serie televisiva The Division, parte che sostiene dal 2002 al 2004. Inoltre interpreta ruoli minori in altre serie televisive come Streghe, A proposito di Brian, CSI: Miami, Numb3rs e The Unit.
La svolta nella sua carriera arriva nel 2007, quando viene scelto, tra più di 80 candidati, come protagonista della serie televisiva drammatica Mad Men. Nella serie, ambientata in un'immaginaria agenzia pubblicitaria degli anni sessanta, Hamm interpreta il ruolo di Don Draper, un dirigente pubblicitario dal passato oscuro. Mad Men debutta sulla rete televisiva AMC il 19 luglio 2007, sviluppando rapidamente un pubblico fedele e consensi della critica. Per la sua interpretazione, nel 2008 si aggiudica un Golden Globe come miglior attore in una serie televisiva drammatica. Sempre nel 2008 viene candidato a uno Screen Actors Guild Award e a un Emmy Award come miglior attore protagonista. Nel 2009 Hamm viene nuovamente candidato a un Golden Globe e a uno Screen Actors Guild Award nelle stesse categorie e riceve un'altra candidatura agli Emmy come miglior attore. Nel 2010 Hamm riceve la sua terza candidatura ai Golden Globe.
La sua crescente popolarità gli permette di ottenere importanti ruoli cinematografici. Nel 2008 recita, al fianco di Keanu Reeves e da Jennifer Connelly, nel film di fantascienza diretto da Scott Derrickson, Ultimatum alla Terra (The Day the Earth Stood Still), remake dell'omonimo film del 1951 diretto da Robert Wise. Anche se il film riceve recensioni negative, è un successo al botteghino, guadagnando oltre 230 milioni di dollari in tutto il mondo. Hamm è ospite di alcune puntate della 34 edizione del Saturday Night Live ed partecipa come guest star ad alcune puntate della serie televisiva comica 30 Rock, nel ruolo di Drew Baird, un medico che diventa l'interesse amoroso di Liz Lemon (Tina Fey). Per queste partecipazioni, riceve una nomination agli Emmy nella categoria migliore attore ospite in una serie comica o commedia.
Continuando a lavorare nella serie Mad Men, nel 2009 Hamm recita nel thriller indipendente Stolen - Rapiti, ottenendo il suo primo ruolo cinematografico da protagonista. Successivamente doppia un orco di nome Brogan nel film d'animazione Shrek e vissero felici e contenti. Nel 2010 interpreta un agente dell'FBI nel film diretto da Ben Affleck The Town. Il suo successivo ruolo è stato l'avvocato difensore Jake Ehrlich nel dramma indipendente Urlo, basato sulla vita di Allen Ginsberg e sul processo per oscenità del 1957, aperto dopo la pubblicazione del poema Urlo. In seguito lavora per Zack Snyder nel film Sucker Punch, dove ricopre il ruolo di High Roller, un uomo che gestisce un bordello nel 1950. Nel 2019 prende parte al film Lucy in the Sky con Natalie Portman.
Nel 2023 viene annunciata la partecipazione di John Hamm alla quinta stagione della serie televisiva prodotta dai Fratelli Coen, Fargo, le cui riprese sono iniziate nell'ottobre 2022, dove interpreterà il personaggio di Roy e verrà affiancato da un cast che comprende tra gli altri: Juno Temple, Jennifer Jason Leigh, Joe Keery e Lamorne Morris.

## Vita privata

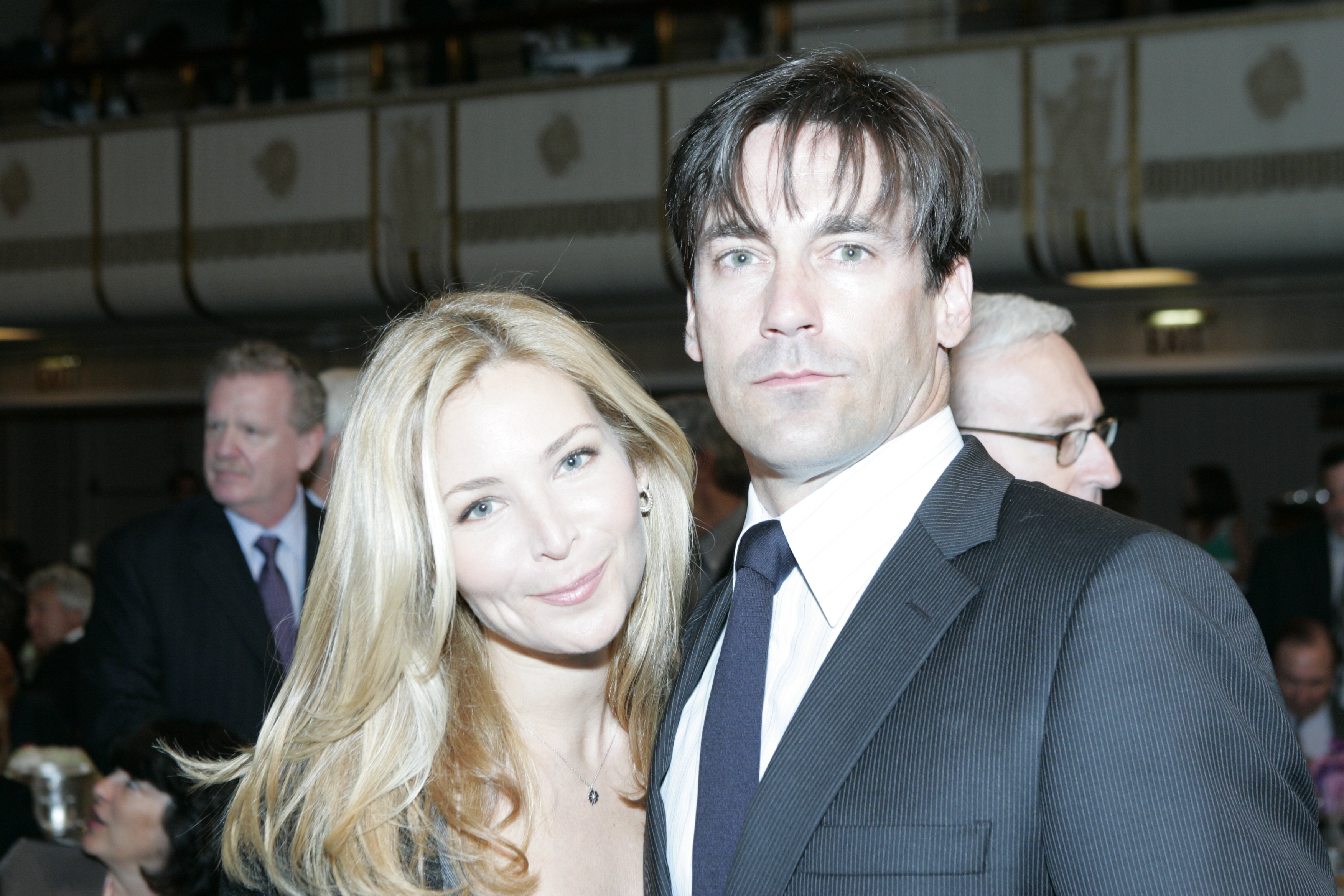
Jon Hamm con la ex compagna Jennifer Westfeldt ai Peabody Award 2008

Nel 1997 Jon Hamm ha intrapreso una relazione con l'attrice e sceneggiatrice Jennifer Westfeldt. La coppia possiede case a Los Angeles e nell'Upper West Side di New York. La coppia ha lavorato assieme nel film Kissing Jessica Stein ed è apparsa in campagne pubblicitarie per la Gap. Nell'aprile del 2009, Hamm e la Westfeldt hanno fondato una loro casa di produzione, la Points West Pictures.. Nel 2015, la coppia ha annunciato la fine della loro relazione. Nel 2023 si è sposato con l'attrice Anna Osceola.
Sebbene il personaggio di Don Draper che Jon Hamm interpreta in Mad Men sia un accanito fumatore, l'attore ha smesso di fumare quando aveva 24 anni. È stato in un centro per curare l'alcolismo. Ha rivelato in un'intervista che sul set non fuma sigarette reali, ma sigarette alle erbe che non contengono tabacco e nicotina. Appassionato di golf e tennis, è un tifoso dei St. Louis Blues della National Hockey League (NHL) ed è inoltre tifoso della squadra dei St. Louis Cardinals della Major League Baseball (MLB).

## Filmografia

### Attore

#### Cinema
- Space Cowboys, regia di Clint Eastwood (2000)
- Kissing Jessica Stein, regia di Charles Herman-Wurmfeld (2001)
- Early Bird Special, regia di Mark Jean (2001)
- We Were Soldiers - Fino all'ultimo uomo (We Were Soldiers), regia di Randall Wallace (2002)
- Ira & Abby, regia di Robert Cary (2006)
- The Ten - I dieci comandamenti come non li avete mai visti (The Ten), regia di David Wain (2007)
- Ultimatum alla Terra (The Day the Earth Stood Still), regia di Scott Derrickson (2008)
- Stolen - Rapiti (Stolen), regia di Anders Anderson (2009)
- Urlo (Howl), regia di Rob Epstein e Jeffrey Friedman (2010)
- A-Team (The A-Team), regia di Joe Carnahan (2010) - cameo
- The Town, regia di Ben Affleck (2010)
- Sucker Punch, regia di Zack Snyder (2011)
- Le amiche della sposa (Bridesmaids), regia di Paul Feig (2011)
- Friends with Kids, regia di Jennifer Westfeldt (2011)
- First Look: Ultimate Teaser Trailer, regia di Jefferson Dutton e Chris VanArtsdalen – cortometraggio direct-to-video (2012)
- Tough Justice, regia di Charles Ingram – cortometraggio direct-to-video (2014)
- Million Dollar Arm, regia di Craig Gillespie (2014)
- Absolutely Fabulous - Il film (Absolutely Fabulous: The Movie), regia di Mandie Fletcher (2016)
- Le spie della porta accanto (Keeping Up with the Joneses), regia di Greg Mottola (2016)
- Marjorie Prime, regia di Michael Almereyda (2017)
- Baby Driver - Il genio della fuga (Baby Driver), regia di Edgar Wright (2017)
- Aardvark, regia di Brian Shoaf (2017)
- Jimmy Kimmel's the Terrific Ten, regia di J.J. Abrams – cortometraggio (2017)
- Nostalgia, regia di Mark Pellington (2018)
- Beirut, regia di Brad Anderson (2018)
- Prendimi! (Tag), regia di Jeff Tomsic (2018)
- Time of Day, regia di Thimios Bakatakis – cortometraggio (2018) - Jon Hamm
- 7 sconosciuti a El Royale (Bad Times at the El Royale), regia di Drew Goddard (2018)
- The Report, regia di Scott Z. Burns (2019)
- Lucy in the Sky, regia di Noah Hawley (2019)
- Between Two Ferns - Il film (Between Two Ferns: The Movie), regia di Scott Aukerman (2019)
- Jesus Rolls - Quintana è tornato! (The Jesus Rolls), regia di John Turturro (2019)
- Richard Jewell, regia di Clint Eastwood (2019)
- Il profumo dell'erba selvatica (Wild Mountain Thyme), regia di John Patrick Shanley (2020)
- No Sudden Move, regia di Steven Soderbergh (2021)
- Top Gun: Maverick, regia di Joseph Kosinski (2022)
- Corner Office, regia di Joachim Back (2022)
- Confess Fletch, regia di Greg Mottola (2022)
- Maggie Moore(s) - Un omicidio di troppo (Maggie Moore(s)), regia di John Slattery (2023)
- Mean Girls, regia di Arturo Perez Jr e Samantha Jayne (2024)
- Unfrosted - Storia di uno snack americano (Unfrosted), regia di Jerry Seinfeld (2024)

#### Televisione
- Ally McBeal – serie TV, episodio 1x02 (1997)
- The Hughleys – serie TV, episodio 2x15 (2000)
- The Trouble with Normal – serie TV, episodio 1x01 (2000)
- Providence – serie TV, 18 episodi (2000-2001) - Zorro
- Una mamma per amica (Gillmore Girls) – serie TV, episodio 3x05 (2002)
- The Division – serie TV, 66 episodi (2002-2004)
- Streghe (Charmed) – serie TV, episodio 7x11 (2005)
- Point Pleasant – serie TV, episodi 1x03-1x04 (2005)
- Related – serie TV, episodio 1x01 (2005)
- CSI: Miami – serie TV, episodi 4x05-4x11 (2005)
- Numb3rs – serie TV, episodio 3x08 (2006)
- A proposito di Brian (What About Brian) – serie TV, 6 episodi (2006-2007)
- The Unit – serie TV, 5 episodi (2006-2007)
- The Sarah Silverman Program – serie TV, episodio 1x05 (2007)
- Mad Men – serie TV, 92 episodi (2007-2015) - Don Draper
- 30 Rock – serie TV, 7 episodi (2009-2012)
- Conan – serie TV, episodi 1x01-2x39 (2010-2012) - Don Draper
- Childrens Hospital – serie TV, 6 episodi (2010-2016)
- The Greatest Event in Television History – serie TV, 1x01-1x03 (2012-2013) - Fantasma di Jon Hamm
- Appunti di un giovane medico (A Young Doctor's Notebook) – serie TV, 8 episodi (2012-2013)
- The Increasingly Poor Decisions Of Todd Margaret – serie TV, 5 episodi (2012-2016)
- Le idee esplosive di Nathan Flomm (Clear History), regia di Greg Mottola – film TV (2013)
- Web Therapy – webserie, episodi 6x22-6x23-6x24 (2014)
- Web Therapy – serie TV, episodi 4x03-4x04 (2014)
- Black Mirror – serie TV, episodio Bianco Natale (2014)
- Parks and Recreation – serie TV, episodi 6x22-7x01 (2014-2015)
- 7 Days in Hell, regia di Jake Szymanski – film TV (2015)
- Wet Hot American Summer: First Day of Camp, regia di David Wain – miniserie TV (2015)
- Toast of London – serie TV, episodio 3x03 (2015)
- Unbreakable Kimmy Schmidt – serie TV, 14 episodi (2015-2020)
- Angie Tribeca – serie TV, episodio 2x01 (2016)
- The Last Man On Earth – serie TV, episodio 3x01 (2016)
- Barry – serie TV, episodio 1x04 (2018) - Jon Hamm
- I Love You America – serie TV, episodio 1x12 (2018) - Abraham Lincoln
- Saturday Night Live! – serie TV, 5 episodi (2011-2019) - Jon Hamm e altri
- Good Omens – serie TV, 10 episodi (2019-2023) - Gabriele
- Medical Police – serie TV, episodio 1x04 (2020)
- Home Movie: The Princess Bride, regia di Jason Reitman – miniserie TV, episodio 1x04 (2020)
- Sarah Cooper: Everything's Fine, regia di Natasha Lyonne - speciale TV (2020)
- Unbreakable Kimmy Schmidt: Kimmy vs il Reverendo (Unbreakable Kimmy Schmidt: Kimmy vs the Reverend), regia di Claire Scanlon – film TV (2020)
- Curb Your Enthusiasm – serie TV, episodi 10x08-11x01 (2020-2021) - Jon Hamm
- Jimmy Kimmel Live! – serie TV, episodio 21x68 (2023)
- The Morning Show – serie TV, 10 episodi (2023)
- Fargo – serie TV, 10 episodi (2023-2024)
- Landman – serie TV, 10 episodi (2024)
- Your Friends and Neighbors – serie TV, 4 episodi (2025)

#### Videoclip
- The Lonely Island ft. Rihanna Shy Ronnie 2: Ronnie & Clyde, regia di Akiva Schaffer (2011)
- Herman Düne Tell Me Something I Don't Know (2011)
- Aimee Mann Labrador (2012)
- Susanne Blech Stéphanie von Monaco (2021)

### Doppiatore

#### Cinema
- A Single Man, regia di Tom Ford (2009)
- Shrek e vissero felici e contenti (Shrek Forever After), regia di Mike Mitchell (2010)
- Lo spettacolare Natale di Ciuchino (Donkey's Christmas Shrektacular), regia di Walt Dohrn e Raman Hui – cortometraggio (2010)
- The Congress, regia di Ari Folman (2013)
- Minions, regia di Pierre Coffin e Kyle Balda (2015)
- Sid & Judy, regia di Stephen Kijak (2019)
- A Father's Newfound Femminism, regia di Meghan R. Ross – cortometraggio (2020)
- Metalocalypse: Army of the Doomstar, regia di Brendon Small (2023)
- Transformers One, regia di Josh Cooley (2024)

#### Televisione
- I Simpson (The Simpsons) - serie animata, episodio 22x09 (2010)
- Robot Chicken - serie animata, episodi 5x18-5x19 (2011) - Alistair Cooke, Zangief, Michael Knight
- Marta il cane parlante (Martha Speaks) - serie animata, episodio 4x01 (2012)
- Metalocalypse - serie animata, episodio 4x06 (2012)
- I Griffin (Family Guy) - serie animata, episodio 11x02 (2012) - Jon Hamm
- American Dad! - serie animata, episodio 8x03 (2012) - Jon Hamm
- Bob's Burgers – serie animata, episodio 3x15 (2013)
- Archer – serie animata, episodi 4x12-4x13 (2013)
- TripTank - serie animata, 8 episodi (2015-2016)
- Wander (Wander Over Yonder) - serie animata, episodio 2x13 (2016)
- SpongeBob SquarePants - serie animata, episodio 9x22 (2016)
- The Amazing Gayl Pile – serie TV, 8 episodi (2016-2018)
- Tour de Pharmacy, regia di Jake Szymanski – film TV (2017) - Narratore
- Big Mouth - serie animata, episodio 1x09 (2018)
- Legion – serie TV, 7 episodi (2018) - Narratore
- I Greens in città (Big City Greens) - serie animata, episodio 1x20 (2018)
- Bless The Heart - serie animata, 6 episodi (2020-2021)
- Invincible – serie animata, episodi 1x01-1x02 (2021)
- M.O.D.O.K. – serie animata, 4 episodi (2021) - Tony Stark/Iron Man
- Grimsburg – serie animata, 19 episodi (2024-2025)

### Produttore

#### Cinema
- Friends with Kids, regia di Jennifer Westfeldt (2011)
- Circus Kid, regia di Lorenzo Pisoni – documentario (2016)
- Major Prime, regia di Michael Almereyda (2017)
- Confess Fletch, regia di Greg Mottola (2022)

#### Televisione
- Appunti di un giovane medico (A Young Doctor's Notebook) – serie TV, 8 episodi (2012-2013)
- Mad Men – serie TV, 40 episodi (2012-2015)

### Regista
- Mad Men – serie TV, episodi 5x03-6x03 (2012-2013)

## Radio
- American Hostage - podcast, 8 episodi (2022) - interprete, produttore
- The Big Lie - podcast, 7 episodi (2022) - interprete, produttore
- Dungeon Master – podcast, 6 episodi (2024) - interprete

## Riconoscimenti (parziale)
- Golden Globe
  - 2008 - Miglior attore in una serie drammatica per Mad Men
  - 2009 - Candidatura al miglior attore in una serie drammatica per Mad Men
  - 2010 - Candidatura al miglior attore in una serie drammatica per Mad Men
  - 2011 - Candidatura al miglior attore in una serie drammatica per Mad Men
  - 2013 - Candidatura al miglior attore in una serie drammatica per Mad Men
  - 2016 - Miglior attore in una serie drammatica per Mad Men
  - 2024 - Candidatura al miglior attore in una miniserie o film televisivo per Fargo
- Critics' Choice Television Award
  - 2011 – Miglior attore in una serie TV drammatica per Mad Men
  - 2012 – Candidatura al miglior attore in una serie TV drammatica per Mad Men
- Premio Emmy
  - 2008 - Candidatura al miglior attore in una serie drammatica per Mad Men
  - 2009 - Candidatura al miglior attore in una serie drammatica per Mad Men
  - 2009 - Candidatura al miglior attore ospite in una serie comica o commedia per 30 Rock
  - 2010 - Candidatura al miglior attore in una serie drammatica per Mad Men
  - 2010 - Candidatura al miglior attore ospite in una serie comica o commedia per 30 Rock
  - 2011 - Candidatura al miglior attore in una serie drammatica per Mad Men
  - 2012 - Candidatura al miglior attore in una serie drammatica per Mad Men
  - 2012 - Candidatura al miglior attore ospite in una serie comica o commedia per 30 Rock
  - 2013 - Candidatura al miglior attore in una serie drammatica per Mad Men
  - 2014 - Candidatura al miglior attore in una serie drammatica per Mad Men
  - 2015 - Miglior attore in una serie drammatica per Mad Men
  - 2015 - Candidatura al miglior attore ospite in una serie comica o commedia per Unbreakable Kimmy Schmidt
- Screen Actors Guild Award
  - 2008 – Candidatura al miglior attore in una serie drammatica per Mad Men
  - 2008 – Candidatura al miglior cast in una serie drammatica per Mad Men
  - 2009 – Candidatura al miglior attore in una serie drammatica per Mad Men
  - 2009 – Miglior cast in una serie drammatica per Mad Men
  - 2010 – Candidatura al miglior attore in una serie drammatica per Mad Men
  - 2010 – Miglior cast in una serie drammatica per Mad Men
  - 2011 – Candidatura al miglior attore in una serie drammatica per Mad Men
  - 2011 – Candidatura al miglior cast in una serie drammatica per Mad Men
  - 2013 – Candidatura al miglior attore in una serie drammatica per Mad Men
  - 2013 – Candidatura al miglior cast in una serie drammatica per Mad Men

## Doppiatori italiani
Nelle versioni in italiano dei suoi lavori, Jon Hamm è stato doppiato da:
- Fabrizio Pucci in Mad Men, Stolen - Rapiti, Parks and Recreation, A-Team, Le amiche della sposa, Friends with Kids, Black Mirror, Million Dollar Arm, Unbreakable Kimmy Schmidt, Wet Hot American Summer: First Day of Camp, The Last Man on Earth, Absolutely Fabulous - Il film, Le spie della porta accanto, Beirut, Barry, The Report, Between Two Ferns - Il Film, Good Omens, The Morning Show, Unbreakable Kimmy Schmidt: Kimmy vs il Reverendo, Top Gun: Maverick, Confess, Fletch, Maggie Moore(s) - Un omicidio di troppo, Unfrosted - Storia di uno snack americano, Landman, Your Friends and Neighbors
- Francesco Prando in Point Pleasant, Ultimatum alla Terra, Appunti di un giovane medico, Le idee esplosive di Nathan Flomm, Fargo, Jesus Rolls - Quintana è tornato!, Il profumo dell’erba selvatica
- Massimo Bitossi in Baby Driver - Il genio della fuga, Prendimi!, Richard Jewell, No Sudden Move
- Vittorio Guerrieri in A prososito di Brian, Urlo, 7 sconosciuti a El Royale
- Giorgio Borghetti in Una mamma per amica, 30 Rock
- Vittorio De Angelis in The Town, Sucker Punch
- Fabio Boccanera in Providence
- Fabrizio Picconi in The Division
- Saverio Indrio in CSI: Miami
- Riccardo Niseem Onorato in The Unit
- Fabrizio Temperini in Angie Tribeca
- Marcello Cortese in Lucy in the Sky
- Massimo De Ambrosis in Mean Girls

Come doppiatore, viene sostituito da:
- Fabrizio Pucci ne I Griffin, Archer, M.O.D.O.K., Transformers One
- Vittorio Guerrieri ne I Simpson
- Alessandro Rossi in Shrek e vissero felici e contenti
- Alessio Cigliano in The Congress
- Fabio Fazio in Minions
- Francesco Prando in Invincible